# 埃拉尔多·蒙泽利奥
埃拉尔多·蒙泽利奥（義大利語：Eraldo Monzeglio，1906年6月5日—1981年11月3日），意大利男子足球运动员，司职后卫。他曾代表意大利参加1934年和1938年国际足联世界杯，两届比赛均获得冠军。